# Импарсиал
„Импарсиал“ (на ладино: El Imparcyal, в превод Безпристрастен) е еврейски ладински вестник, излизал в Солун, Османската империя, от 1909 година.
Той е ладинският вариант на вестник „Прогре дьо Салоник“. Редактиран е от Алберто Матарасо, Менахем Молхо и Ментеш Бен Санджи. Вестникът е информационен и е на неутрална към религията и ционизма позиция. Прекратява излизането си в 1911 година, когато се слива с „Епока“ и от 1912 година излиза вестник „Либерал“.